# Феодосій з Віфінії
Феодосій (дав.-гр. Θεοδόσιος, II ст. до н. е.) — давньогрецький математик.

## Біографічні відомості
Відносно періоду його життя існують різні думки, що спираються на суперечливі повідомлення стародавніх істориків, які помилково об'єднували декілька осіб, які носили це ім'я. На сьогодні встановлено, що він жив у Віфінії, а не в Триполі, як вважали раніше і вказано в заголовках багатьох його праць. Найімовірніше він жив у другій половині II ст. до н. е., хоча його зазвичай називали сучасником Цицерона (середина I ст. до н. е.).
Основним твором Феодосія, що дійшов до нас, вважають «Сферику» (σφαιρική). Вона складається з трьох книг. Перша книга містить 6 визначень і 23 пропозиції, які носять елементарний характер. У 23 пропозиціях другої книги розглядаються властивості кіл під нахилом одне до одного. Третя книга складається з 14 пропозицій, які відносяться до систем паралельних кіл і кіл, які перетинаються на сфері. Тут виявляється службова роль сферики стосовно астрономії, хоча всі теореми сформульовані та доведені чисто геометрично, без згадування реальних астрономічних об'єктів.
Окрім «Сферики», в грецькому оригіналі збереглось ще два твори Феодосія. Невеличкий трактат «Про помешкання» (περὶ οἰκήσεων) присвячений опису зоряного неба з точки зору спостерігачів, які знаходяться в різних земних широтах. У трактаті «Про дні і ночі» (περὶ ἡμερῶν καὶ νυκτῶν), який складається з двох книг, розглядається дуга екліптики, яку проходить Сонце за день, і досліджуються умови, необхідні для того, щоб при рівноденнях день і ніч дійсно були рівні.